# 篦脵檩缘草
篦脵檩缘草（学名：Eritrichium pectinato-ciliatum）为紫草科齿缘草属的植物，是中国的特有植物。分布于中国大陆的青海、西藏等地，生长于海拔4,100米至4,980米的地区，多生于山坡，目前尚未由人工引种栽培。